# Intuit
Intuit Inc. es una empresa estadounidense de software empresarial fundada en 1983 por Scott Cook, graduado en Economía y Matemáticas por la Universidad del Sur de California, y por el ingeniero de Stanford, Tom Proulx.
La compañía se especializa en soluciones contables y para la declaración de impuestos, además de proveer servicios para pequeñas empresas, contadores y particulares. Su software más popular es QuickBooks, un producto dirigido a la contabilidad de negocios personales, así como a las PyME's. Todos sus programas están dirigidos a la contabilidad, administración financiera y la declaración y pago de impuestos. Los productos de Intuit incluyen la aplicación para la declaración de impuestos TurboTax y el programa de contabilidad para pequeñas empresas QuickBooks. La compañía tiene su sede en Mountain View, California. El Director Ejecutivo actual es Sasan Goodarzi, quien ha ocupado varias posiciones directivas dentro de la compañía durante 10 años. El presidente de la junta directiva es el empresario Brad S. Smith. Intuit tiene ganancias por más de 6.7 mil millones de dólares al año, activos totales que ascienden a los más de 6 mil millones de dólares. Actualmente cuenta con 4 mil empleados. En 2019, más del 95 por ciento de sus ingresos y ganancias provenían de actividades dentro de los Estados Unidos. Cotiza en NASDAQ con la etiqueta INTU, y las acciones están consideradas en el índice bursátil NASDAQ-100, que reúne los valores 100 compañías no financieras más grandes en Estados Unidos.  Las acciones de Intuit se han mantenido estables al alza en el último año, y recuperó  las pérdidas en dos meses, después de los desplomes bursátiles de Marzo de 2020. Los productos de Intuit incluyen la aplicación para la declaración de impuestos TurboTax y el programa de contabilidad para pequeñas empresas QuickBooks.

## Historia
Intuit fue fundada en 1983 por Scott Cook y Tom Proulx en Palo Alto, California. La compañía fue concebida por Scott Cook, cuyo trabajo previo en Procter & Gamble lo ayudó a darse cuenta de que las computadoras personales se prestarían para reemplazar la contabilidad personal basada en papel y lápiz. En su búsqueda para encontrar un programador, se encontró con Tom Proulx en Stanford. Los dos comenzaron Intuit, que inicialmente operaba desde una habitación modesta en University Avenue en Palo Alto. La primera versión de Quicken fue codificada por Tom Proulx en el lenguaje de programación BASIC de Microsoft para IBM PC y UCSD Pascal para Apple II y tuvo que lidiar con una docena de competidores serios.
En 1991, Microsoft decidió producir un competidor para Quicken llamado Microsoft Money. Para ganar la lealtad de los minoristas, Intuit incluyó un cupón de reembolso de US $ 15, canjeable para los clientes de software comprados en sus tiendas. Esta fue la primera vez que una compañía de software ofreció un reembolso.
Aproximadamente al mismo tiempo, la compañía contrató a John Doerr de Kleiner Perkins y diversificó su línea de productos. En 1993, Intuit salió a bolsa y utilizó las ganancias para hacer una adquisición clave: la compañía de software de preparación de impuestos Chipsoft con sede en San Diego. El tiempo después de la salida a bolsa estuvo marcado por un rápido crecimiento y culminó con una oferta de compra de Microsoft en 1994; En este momento, la capitalización de mercado de Intuit alcanzó los US $ 2 mil millones.
Cuando la compra fracasó debido a la desaprobación del Departamento de Justicia de los Estados Unidos, la compañía sufrió una intensa presión a fines de la década de 1990 cuando Microsoft comenzó a competir vigorosamente con su negocio principal de Quicken. En respuesta, Intuit lanzó nuevos productos y soluciones basados en la web y puso más énfasis en QuickBooks y en TurboTax. La compañía realizó una serie de inversiones en esta época. Entre otros, compró una gran participación en Excite y adquirió Lacerte Software, un desarrollador con sede en Dallas de software de preparación de impuestos utilizado por profesionales de impuestos. También se deshizo de su unidad de servicio de pago de facturas en línea y amplió y fortaleció su asociación con CheckFree.
En junio de 2013, Intuit anunció que vendería su unidad de servicios financieros a la firma de capital privado Thoma Bravo por $ 1.03 mil millones.
En junio de 2015, Intuit despidió aproximadamente al 5% de su fuerza laboral como parte de una reorganización de la empresa.
A mayo de 2018, Intuit tenía más de US $ 5 mil millones en ingresos anuales y una capitalización de mercado de aproximadamente US $ 50 mil millones.
En agosto de 2018, el CEO Brad D. Smith anunció que dejaría de ser el CEO de Intuit a fines de 2018. La compañía anunció que Sasan Goodarzi se convertiría en el CEO de Intuit a principios de 2019. Smith seguirá siendo el presidente de la junta directiva de Intuit.

## Innovación tecnológica
Las ganancias obtenidas en el mercado de software financiero personal y de pequeñas empresas promovieron a Intuit como una compañía de tecnología con grandes alcances estratégicos. Cook y sus asociados promovieron los programas desarrollados por Intuit como un medio para vincular electrónicamente a los clientes con bancos, corredores y otras empresas; así como proporcionar diversos servicios financieros electrónicos al público. Con ese fin, Intuit llegó a un acuerdo con Visa que permitía a los usuarios de Quicken descargar facturas de tarjetas de crédito directamente en sus equipos de cómputo. En 1993, Intuit compró en $243 millones de dólares la compañía de logística electrónica ChipSoft. Con nuevos recursos financieros y tecnológicos, la compañía desarrolló mejoras, como presentar la declaración de impuestos de manera electrónica. 
Más tarde ese mismo año, Intuit adquirió por 7.6 millones de dólares la compañía National Payment Clearinghouse, que tenía su negocio en los procesadores de transacciones electrónicas. Intuit salió al mercado de deuda secundaria en 1994, y aceleraba su crecimiento económico y comercial. En relación a la expansión de la compañía, Microsoft intentó comprar Intuit por más de 2 mil millones de dólares en 1995, pero el acuerdo falló por un bloqueo legal del Departamento de Justicia de Estados Unidos.
Microsoft intentó mejorar su propio sistema de contabilidad, Money, pero con el paso del tiempo, la compañía de Bill Gates prefirió optimizar el funcionamiento de los programas de Intuit en el sistema operativo Windows. Intuit lanzó el servicio de banca en línea en 1995, y absorbió la compañía de software japonesa Milk Way KK. De esta manera, Intuit se posicionó para convertirse en un líder en las florecientes industrias de banca electrónica y servicios financieros.
Intuit, el proveedor de soluciones de automatización AP, reveló que su integración ahora abarca más de 70 sistemas ERP distintos, entre los que se incluyen Sage, Oracle, Microsoft, QuickBooks, SAP, Acumatica e IBM.

## La década de 1990
Las ventas generales de software se redujeron, a medida del alza en las ventas de equipo de cómputo con software instalado. Intuit también atravesó un tiempo de incertidumbre financiera por un mercado saturado. Ya no había consumidores potenciales de los softwares desarrollados por Intuit, porque el segmento del mercado interesado en programas de finanzas personales ya había adquirido Quicken.
Otro gran competidor para Intuit fue el Internet, que puso en segundo plano la existencia de programas de software independientes.
Entre noviembre de 1995, cuando las acciones de Intuit alcanzaron un máximo de $89 dólares por acción, y agosto de 1997, el precio de la acción cayó un 72 por ciento, a $25 por valor emitido.
La compañía acumuló pérdidas netas de $44.3 millones y $20.7 millones de dólares para el año fiscal 1995 y 1996, respectivamente. La compañía se vio obligada a eliminar casi el diez por ciento de la plantilla de empleados a mediados del 97.

## Transición a internet y servicios digitales
La firma consiguió adaptar sus servicios para las necesidades de los usuarios de Internet, esta acción salvó a Intuit de una quiebra inminente. También se deshizo de servicios secundarios: vendió Intuit Services Corporation, su subsidiaria de procesamiento de transacciones bancarias y electrónicas en línea, a Checkfree, en 1997. La compañía también vendió su software de consumo y operaciones de marketing directo, Parsons, a Broderbund Software, Inc. Mientras tanto, Intuit trabajó para aumentar su presencia en Internet.
En 1996, Intuit adquirió GALT Technologies, Inc., un proveedor de información de fondos de inversión por 14.6 millones de dólares. Al año siguiente, la compañía invirtió 40 millones de dólares en adquirir Excite, uno de los principales motores de búsqueda en Internet. Según los términos del acuerdo, Intuit sería el proveedor exclusivo de información financiera en la página web Excite. A principios de 1998, Intuit firmó un acuerdo de 30 millones de dólares con America Online. La firma se convirtió en el proveedor exclusivo de servicios de declaración de impuestos, seguros de vida, y servicios hipotecarios para los miembros de AOL.
Intuit lanzó una versión renovada de Quicken.com en 1997, que ofrecía una gran cantidad de servicios e información financiera, incluido Quicken Mortgage, un servicio en línea que permitía a los clientes buscar hipotecas de diferentes instituciones financieras. Quicken.com se consolidó como el sitio de finanzas personales más popular en la Web, y el precio de las acciones de Intuit se recuperó en un par de años.

## Actualidad
La estrategia de diversificación de servicios financieros en internet, y las acertadas decisiones de compra de empresas especializadas en insumos tecnológicos para el desarrollo de software, permitieron que Intuit ganara de nuevo terreno en el mercado de comercio digital.  En el año fiscal de 1999, Intuit introdujo su servicio de nómina en línea QuickBooks, que permitía a los usuarios de QuickBooks conectarse con bancos y agencias tributarias para facilitar el procesamiento de la nómina. Al final del año fiscal, más de 6 mil empresas se habían suscrito al servicio.
La compañía también lanzó WebTurboTax, que combinó características electrónicas de presentación de impuestos, y permitió a los usuarios completar sus declaraciones de impuestos y presentarlas en línea. Se completaron y presentaron más de 240 mil declaraciones de impuestos federales de 1998 utilizando WebTurboTax.
Intuit continuó haciendo adquisiciones estratégicas, y en 1997 compró Nihon Micom Co. Ltd., un desarrollador de software de contabilidad para pequeñas empresas. Al año siguiente, Intuit compró Lacerte Software Corporation y Lacerte Educational Services Corporation por aproximadamente $400 millones de dólares. En 1999, Intuit absorbió la información de los clientes y los derechos de propiedad intelectual de TaxByte, Inc., y de Compucraft Tax Services, LLC.
Intuit también adquirió Computing Resources, Inc., un proveedor de servicios de nómina, por aproximadamente $200 millones de dólares; Boston Light Software Corp., un desarrollador de productos web y software dirigido a pequeñas empresas; SecureTax.com, y Hutchison Avenue Software Corporation, un desarrollador de productos y software web. Intuit completó su adquisición del prestamista hipotecario Rock Financial Corporation en diciembre de 1999.
Intuit alcanzó los 15 millones de clientes alrededor del mundo, y se consolidó como un fuerte competidor de las compañías de e-finance que empezaban a cambiar rápidamente el mundo de las finanzas. Mientras la banca se digitalizaba en la década de los 2000 y 2010, los servicios de Intuit se adaptaron a las necesidades de los clientes de las instituciones financieras. Los servicios de Intuit tenían un rango muy amplio: el pago oportuno interbancario, depósitos, declaración de impuestos, el procesamiento de nómina, el rastreo de ingresos y egresos.
Todas las operaciones bancarias tenían clientes que requerían de una herramienta digital que funcionara de manera eficiente y remota, es decir, que dichas operaciones se pudieran realizar desde casa. Intuit tenía priorizada como estrategia comercial el desplazamiento de sus softwares a servicios de administración financiera y fiscal en línea por tarifa plana.
Intuit entró públicamente al índice NASDAQ en 2011. Las acciones de Intuit se cotizaban a $261.12 dólares por valor el 11 de marzo de 2020, cuando la Organización Mundial de la Salud declaró al COVID-19 como pandemia global. Desde entonces, las acciones de INTU han aumentado un 9.7% y ahora se cotizan a $286.49 dólares por valor.

## Controversias
Intuit ha cabildeado contra el IRS.  La compañía creó su propio sistema en línea para la declaración de impuestos (en la mayoría de los países desarrollados, los gobiernos han simplificado la declaración de impuestos para sus ciudadanos, haciendo que software como el producto TurboTax de la compañía sea innecesario para la mayoría de los ciudadanos). Como parte de un acuerdo con el IRS, TurboTax permite a las personas que ganan menos de $ 66,000 al año usar una versión gratuita de TurboTax; una investigación de ProPublica de 2019 reveló que TurboTax deliberadamente hace que esta versión sea difícil de encontrar y que engañosamente dirige a las personas que buscan la versión gratuita a versiones pago de TurboTax. TurboTax ha sido acusada de engañar a los miembros del servicio militar para que paguen por usar el software de archivo creando y promoviendo un "descuento militar" y haciendo que la versión gratuita sea difícil de encontrar cuando muchos miembros del servicio son elegibles para usar el software de forma gratuita. Intuit está bajo investigación por varios fiscales generales estatales, así como por el Departamento de Servicios Financieros de Nueva York.